# Kaiserstraße 166 (Mönchengladbach)

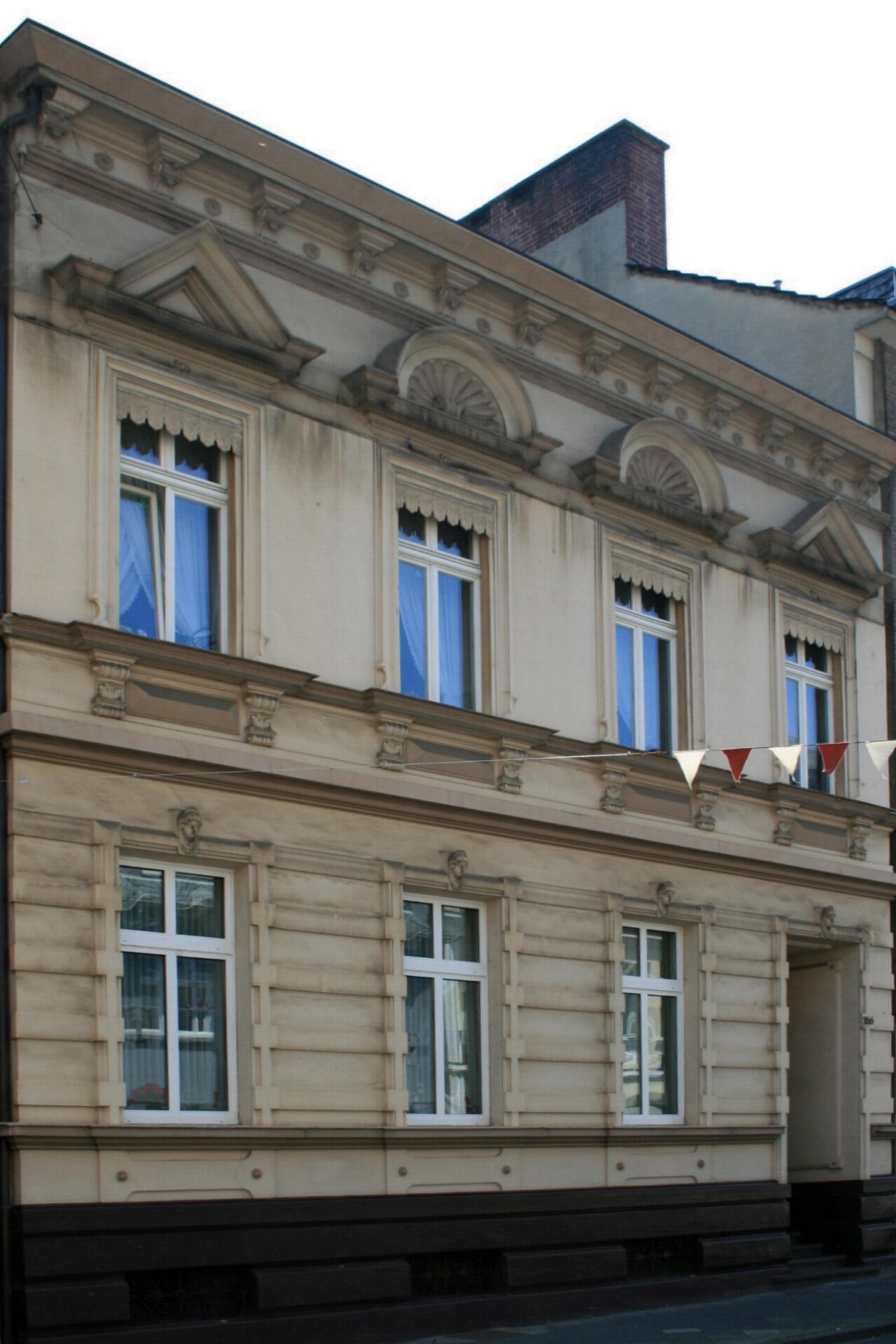
Wohnhaus (2010)

Das Wohnhaus Kaiserstraße 166 steht in Mönchengladbach (Nordrhein-Westfalen).
Das Gebäude wurde um 1900 erbaut. Es wurde unter Nr. K 077 am 27. Februar 1991 in die Denkmalliste der Stadt Mönchengladbach eingetragen.

## Lage
Das Objekt liegt auf der Kaiserstraße im Bereich zwischen Lessingstraße und Eickener Straße.

## Architektur
Es handelt sich um ein traufenständiges, zweigeschossiges, vierachsiges  Gebäude mit Satteldach.